# Amparo Martí Palanca
Amparo Martí Palanca (Montcada, 1999) és una jugadora de pilota valenciana. Juga com a rest en les modalitats de raspall i galotxa.
Campiona europea sub17, va participar en la primera partida de raspall femení al trinquet de Pelayo, imposant-se junt a Mar i Joana davant Ana, Sara i Noèlia per 25-15.
El 2018 va guanyar l'individual de raspall sub-23 en imposar-se per 25-20 a la vigent campiona, Ana Puertes.